# Rejon kamionecki (obwód zaporoski)
Rejon kamionecki – jednostka administracyjna wchodząca w skład obwodu zaporoskiego Ukrainy.
Rejon utworzony w 1923, ma powierzchnię 1240 km² i liczy około 43 tysięcy mieszkańców. Siedzibą władz rejonu jest Kamionka Dnieprowska.
Na terenie rejonu znajdują się 1 miejska rada i 8 silskich rad, obejmujących w sumie 16 wsi i 1 osadę.